# 東清川駅
東清川駅（ひがしきよかわえき）は、千葉県木更津市笹子にある、東日本旅客鉄道（JR東日本）久留里線の駅である。

## 歴史
- 1978年（昭和53年）10月2日：国鉄の臨時乗降場として開設[1]。駅員無配置駅[2]
- 1987年（昭和62年）4月1日：国鉄分割民営化によりJR東日本に移管[1]。同時に臨時乗降場から駅に昇格[1]。
- 2009年（平成21年）3月14日：東京近郊区間に編入される[3]。

## 駅構造
単式ホーム1面1線を有する地上駅。ホームは5両編成まで対応する。
久留里駅管理の無人駅。乗車駅証明書発行機とコンクリート製待合室が設置されている。トイレは男女別水洗式が設置されている。

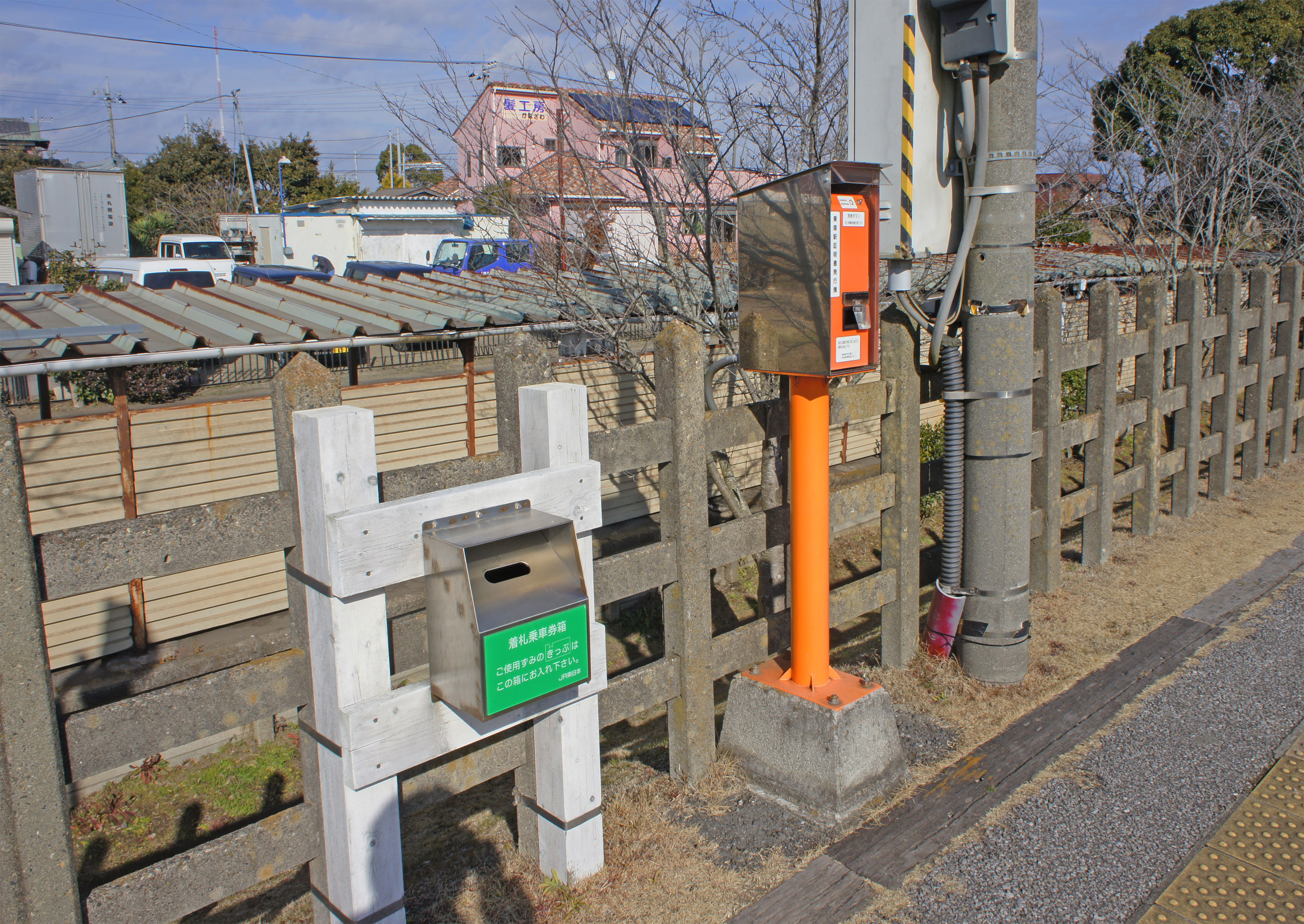
乗車駅証明書発行機（2022年1月）
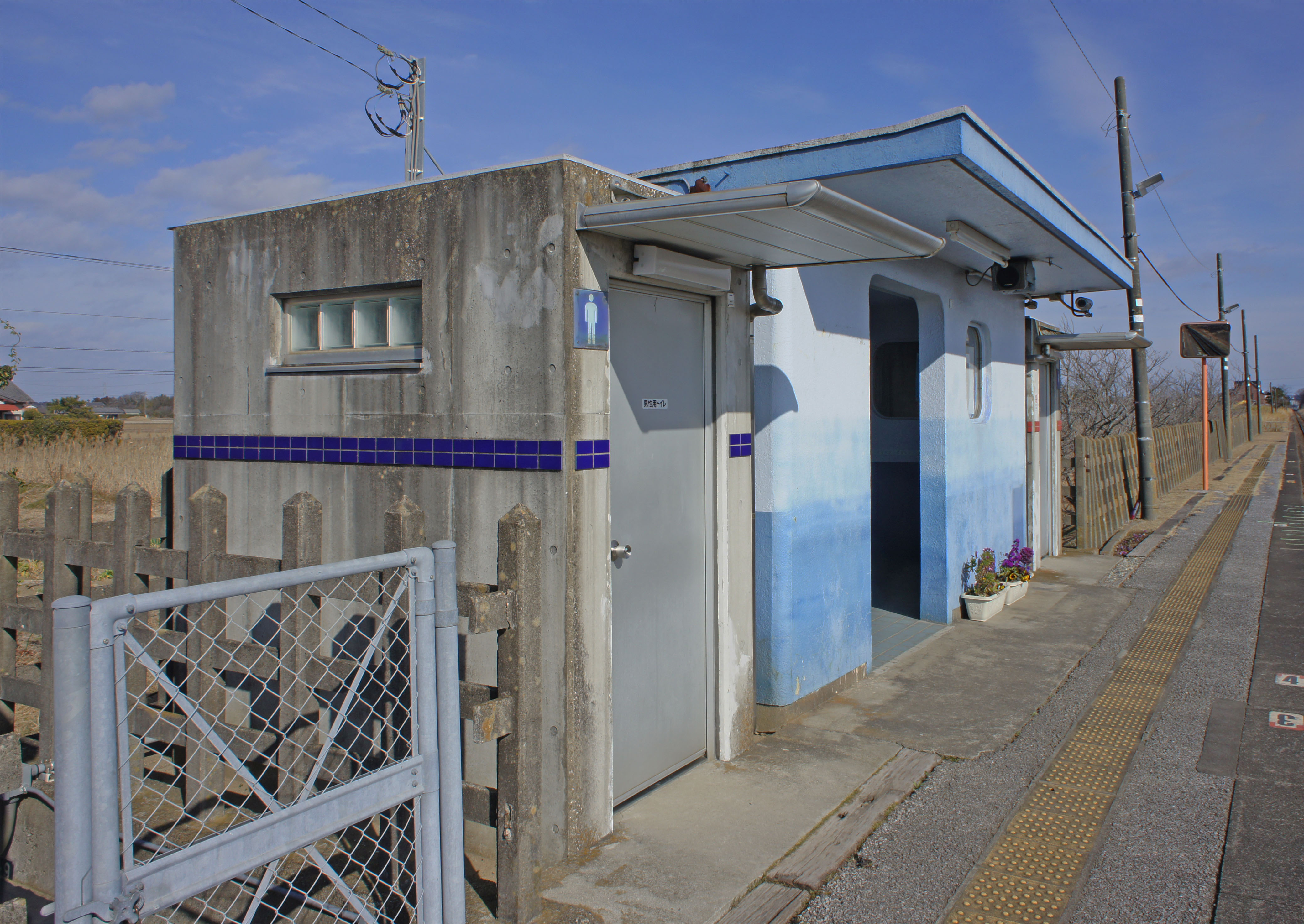
待合室と化粧室（2022年1月）
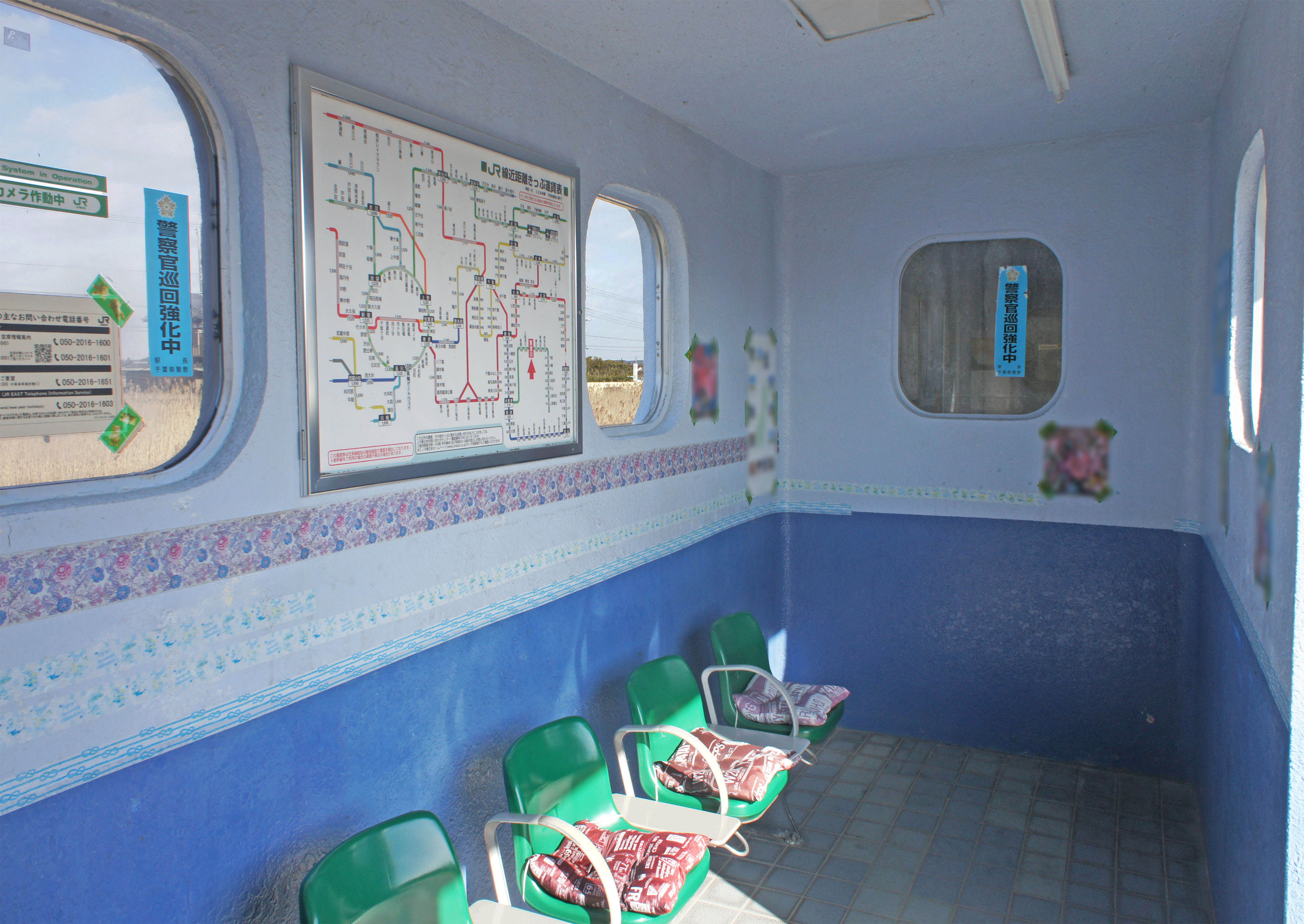
待合室内（2022年1月）
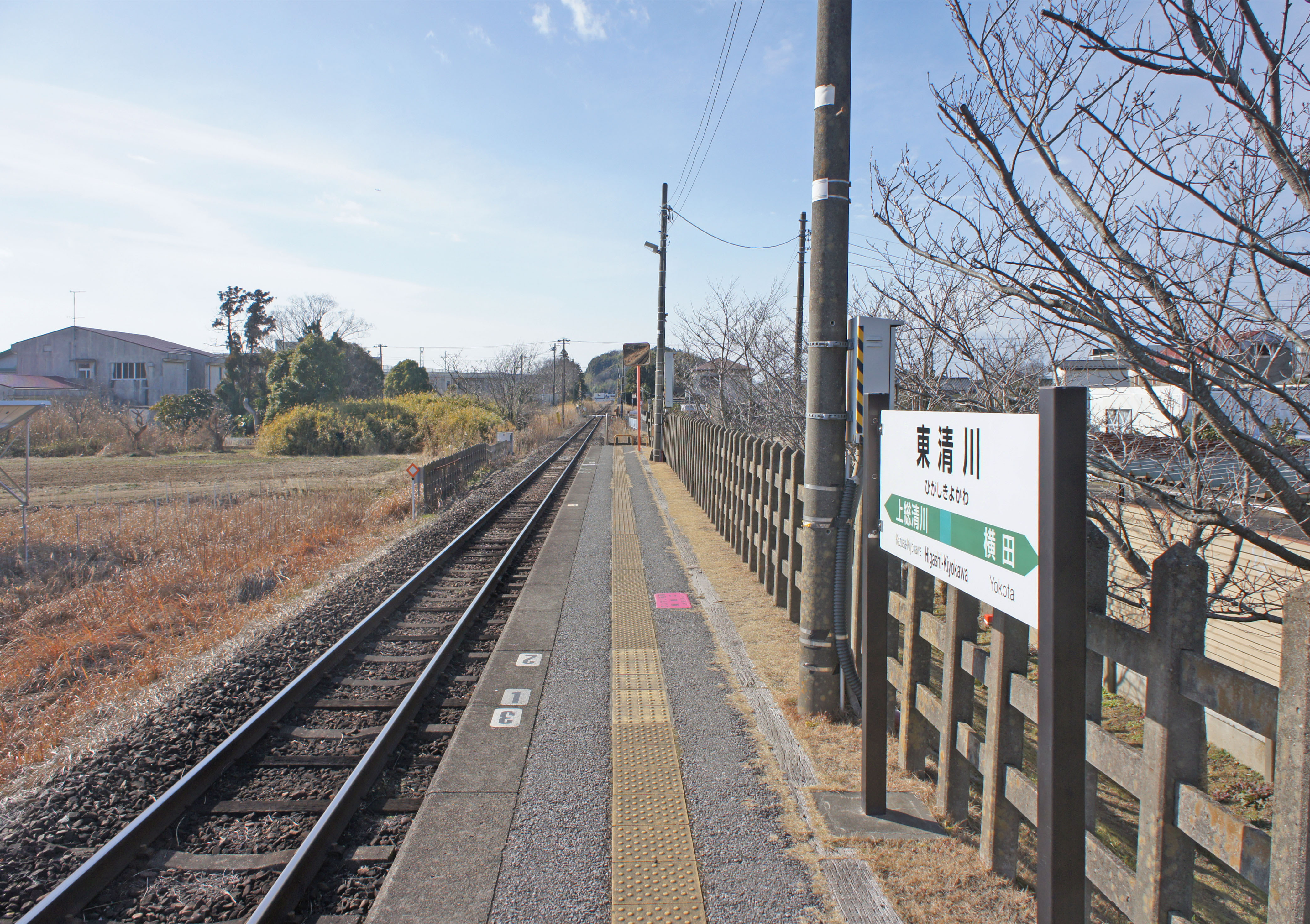
駅ホーム（2022年1月）

## 利用状況
2006年（平成18年）度の1日平均乗車人員は86人である。
千葉県統計年鑑によると、近年の1日平均乗車人員の推移は以下の通り。
| 年度               | 1日平均 乗車人員 | 出典     |
| ------------------ | ---------------- | -------- |
| 1990年（平成02年） | 195              | [ * 1 ]  |
| 1991年（平成03年） | 201              | [ * 2 ]  |
| 1992年（平成04年） | 216              | [ * 3 ]  |
| 1993年（平成05年） | 209              | [ * 4 ]  |
| 1994年（平成06年） | 194              | [ * 5 ]  |
| 1995年（平成07年） | 182              | [ * 6 ]  |
| 1996年（平成08年） | 154              | [ * 7 ]  |
| 1997年（平成09年） | 141              | [ * 8 ]  |
| 1998年（平成10年） | 126              | [ * 9 ]  |
| 1999年（平成11年） | 119              | [ * 10 ] |
| 2000年（平成12年） | 111              | [ * 11 ] |
| 2001年（平成13年） | 94               | [ * 12 ] |
| 2002年（平成14年） | 86               | [ * 13 ] |
| 2003年（平成15年） | 88               | [ * 14 ] |
| 2004年（平成16年） | 80               | [ * 15 ] |
| 2005年（平成17年） | 80               | [ * 16 ] |
| 2006年（平成18年） | 86               | [ * 17 ] |

## 駅周辺

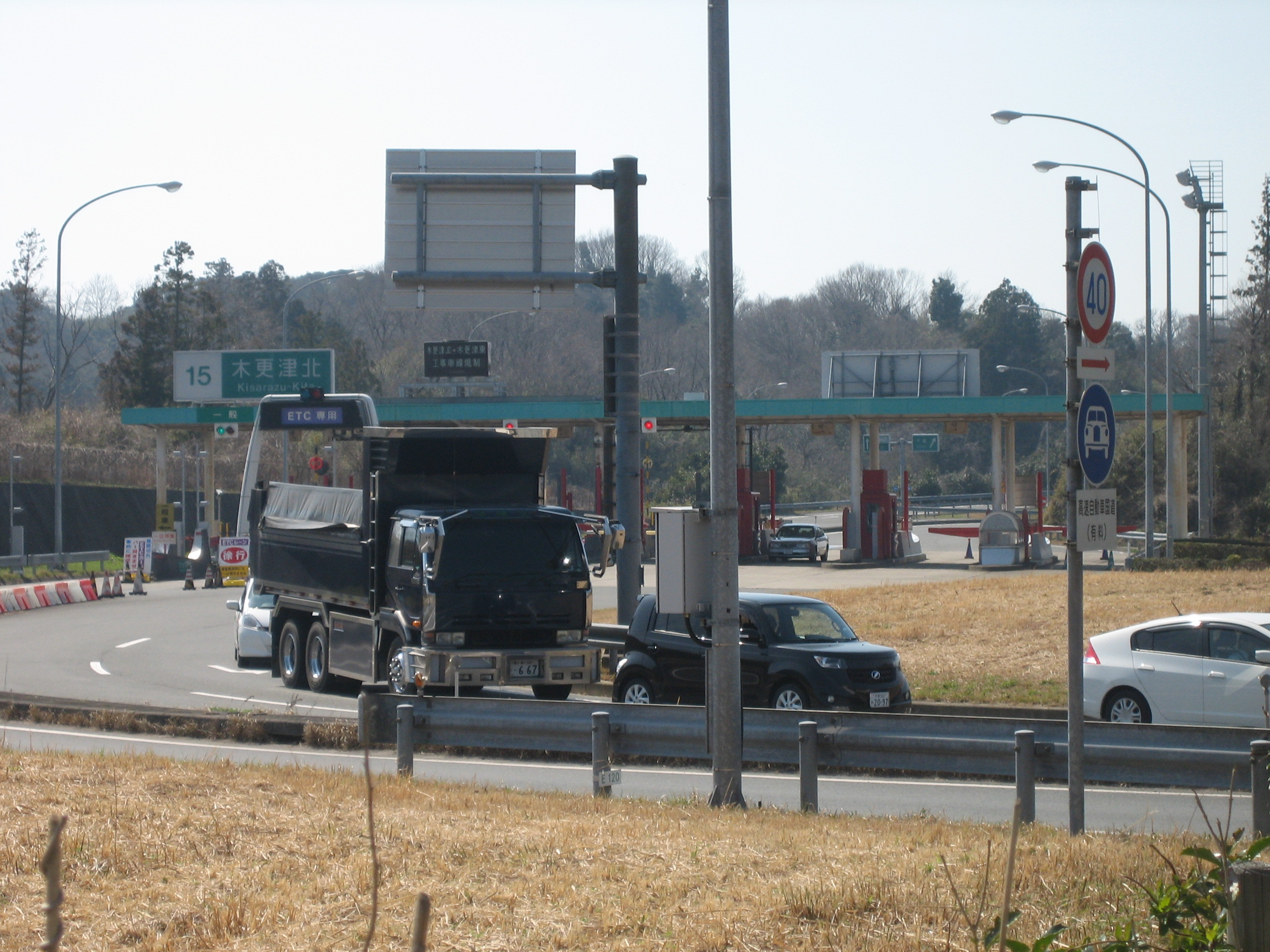
木更津北インターチェンジ（館山自動車道）

駅周辺は田園地帯が広がり、国道409号沿いの日の出町（地名）などに住宅地が点在する。
- 館山自動車道（木更津北インターチェンジ）
- 国道409号
- 小櫃川
- 木更津市立東清小学校
- 東清公民館
- ニッポン放送木更津送信所
- ゴルフレンジ東清
- 全日食チェーンとうせい（フーズマーケット）
- 日東交通「椿」停留所

## 隣の駅
東日本旅客鉄道（JR東日本）
■久留里線
上総清川駅 - 東清川駅 - 横田駅

### 記事本文

### 利用状況
1. ↑  千葉県統計年鑑 - 千葉県
2. ↑  木更津市統計書 - 木更津市

千葉県統計年鑑
1. ↑  千葉県統計年鑑（平成3年）
2. ↑  千葉県統計年鑑（平成4年）
3. ↑  千葉県統計年鑑（平成5年）
4. ↑  千葉県統計年鑑（平成6年）
5. ↑  千葉県統計年鑑（平成7年）
6. ↑  千葉県統計年鑑（平成8年）
7. ↑  千葉県統計年鑑（平成9年）
8. ↑  千葉県統計年鑑（平成10年）
9. ↑  千葉県統計年鑑（平成11年）
10. ↑  千葉県統計年鑑（平成12年）
11. ↑  千葉県統計年鑑（平成13年）
12. ↑  千葉県統計年鑑（平成14年）
13. ↑  千葉県統計年鑑（平成15年）
14. ↑  千葉県統計年鑑（平成16年）
15. ↑  千葉県統計年鑑（平成17年）
16. ↑  千葉県統計年鑑（平成18年）
17. ↑  千葉県統計年鑑（平成19年）